# Beniamin (Błagonrawow)
Beniamin, imię świeckie Wasilij Antonowicz Błagonrawow (ur. 1825 w guberni tambowskiej, zm. 21 stycznia?/2 lutego 1892 w Irkucku) – rosyjski biskup prawosławny.
Był synem kapłana prawosławnego. W 1846 ukończył seminarium duchowne w Tambowie i podjął wyższe studia teologiczne w Kazańskiej Akademii Duchownej. Jako student ostatniego roku, 27 sierpnia 1849, złożył wieczyste śluby mnisze; 9 października tego samego roku został wyświęcony na hierodiakona. W 1850 uzyskał tytuł naukowy magistra i został zatrudniony w Akademii jako wykładowca historii Kościołów prawosławnych. 20 listopada 1850 wyświęcony na hieromnicha. 28 listopada 1856 został podniesiony do godności archimandryty, zaś 21 kwietnia 1857 otrzymał tytuł profesora Kazańskiej Akademii Duchownej. Od stycznia 1858 był jej inspektorem; w kwietniu tego samego roku przeniesiono go do pracy w nowo otwartym seminarium duchownym w Tomsku jako jego rektora. W 1861 został rektorem seminarium w Kostromie i przełożonym monasteru w Igricach.
20 maja 1862 miała miejsce jego chirotonia na biskupa selengińskiego, wikariusza eparchii irkuckiej, a równocześnie kierownika misji prawosławnej na Zabajkalu. Przyczynił się do znaczącego wzrostu znaczenia i skali misji, ochrzcił ok. 2000 Buriatów i Tunguzów. Od 1868 był biskupem kamczackim, w 1873 objął katedrę irkucką. Od 1878 nosił tytuł arcybiskupa. Jako hierarcha kontynuował działalność misyjną; miał w tym okresie ochrzcić dalsze 3 tys. osób. Zmarł w 1892 i został pochowany w soborze katedralnym w Irkucku.